# Wendenstöcke
Wendenstöcke – szczyt w Alpach Berneńskich, części Alp Zachodnich. Leży w Szwajcarii na granicy kantonów Berno i Obwalden. Należy do pasma Alp Urneńskich. Można go zdobyć ze schroniska Tällihütte (2257 m). 